# Kaipan 16
Der Kaipan 16 ist ein Roadster des tschechischen Automobilherstellers Kaipan, der seit 2012 verkauft wird. Der Zweisitzer bedient sich zu großen Teilen beim VW Polo V. Auch der 1,2 Liter große Vierzylindermotor stammt aus dem Polo. Das Triebwerk leistet 77 kW (105 PS) und weist ein maximales Drehmoment von 175 Nm auf. Um ein möglichst geringes Gewicht zu erreichen, besteht die Karosserie des Kaipan 16 wie die des schwächeren Kaipan 14 aus Kunststoff.

## Technische Daten
|                                             | Kaipan 16             |
| Bauzeitraum                                 | seit 2012             |
| Motorkenndaten                              |                       |
| Motortyp                                    | R4-Ottomotor          |
| Motoraufladung                              | Turbolader            |
| Hubraum                                     | 1197 cm³              |
| max. Leistung bei min−1                     | 77 kW (105 PS) / 5000 |
| max. Drehmoment bei min−1                   | 175 Nm / 1550–4100    |
| Kraftübertragung                            |                       |
| Antrieb                                     | Vorderradantrieb      |
| Getriebe, serienmäßig                       | 5-Gang-Schaltgetriebe |
| Messwerte                                   |                       |
| Höchstgeschwindigkeit                       | 189 km/h              |
| Beschleunigung, 0–100 km/h                  | 6,9 s                 |
| Leergewicht                                 | 825 kg                |
| Kraftstoffverbrauch auf 100 km (kombiniert) | 5,4 l Super           |
| CO2-Emissionen (kombiniert)                 | 127 g/km              |